# コーチ (インド)
コーチ（マラヤーラム語：കൊച്ചി, kocci, [koˈtːʃi] ( 音声ファイル); 英語: Kochi）は、インド南部のケララ州の都市でインドの主要産業都市である。以前はコーチン（Cochin）と呼ばれた。
日本語表記としては、コチ、コッチとも。2011年現在の人口は60万人だが、都市的地域まで含んだ人口は212万人に達する。
ケララ州の金融、商業、産業の中心地であり、主要産業は観光、建設、肥料・化学など製造、造船等多岐にわたる。南インド有数の重要な貿易港を有しているほか、ケララ州唯一の株式市場、南インド海軍司令部とインド最大規模の製油所がある。また、インドで唯一水上バスによる公共交通システムを有する都市であり、これは世界最大規模の電動水上バス交通インフラとも言われている。

## 歴史
14世紀からアラビア海に面する重要な港町として主に香料貿易で栄えた。
1503年、ポルトガルによって占領され、欧州初のインド植民地となった。ヴァスコ・ダ・ガマは3度目のインド洋航海で、1524年12月にこの地で病死した。
1530年にゴアへと拠点が移ったが要塞としての役目は続いた。その後、オランダ、マイソール王国、イギリスなどの支配を受けた。

## 交通
- コーチ地下鉄（英語版） - 2017年開通。

## 写真

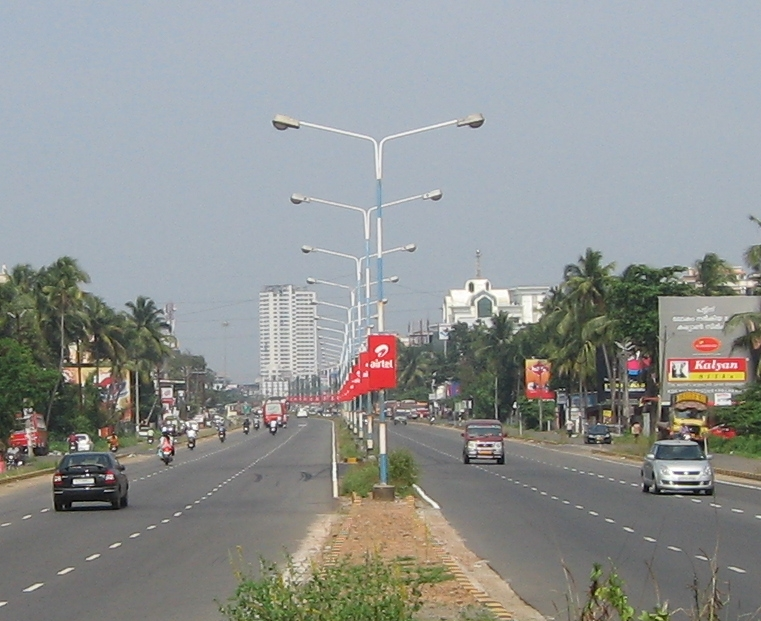
インドの幹線道路が市内を抜ける。
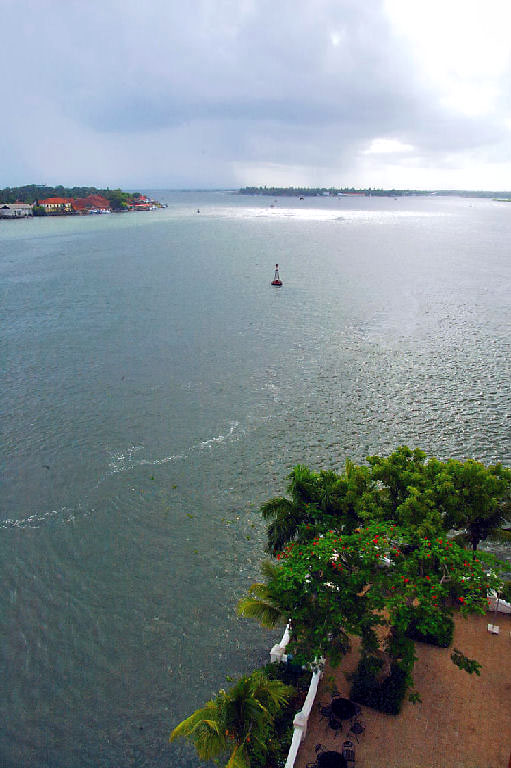
コーチ港風景
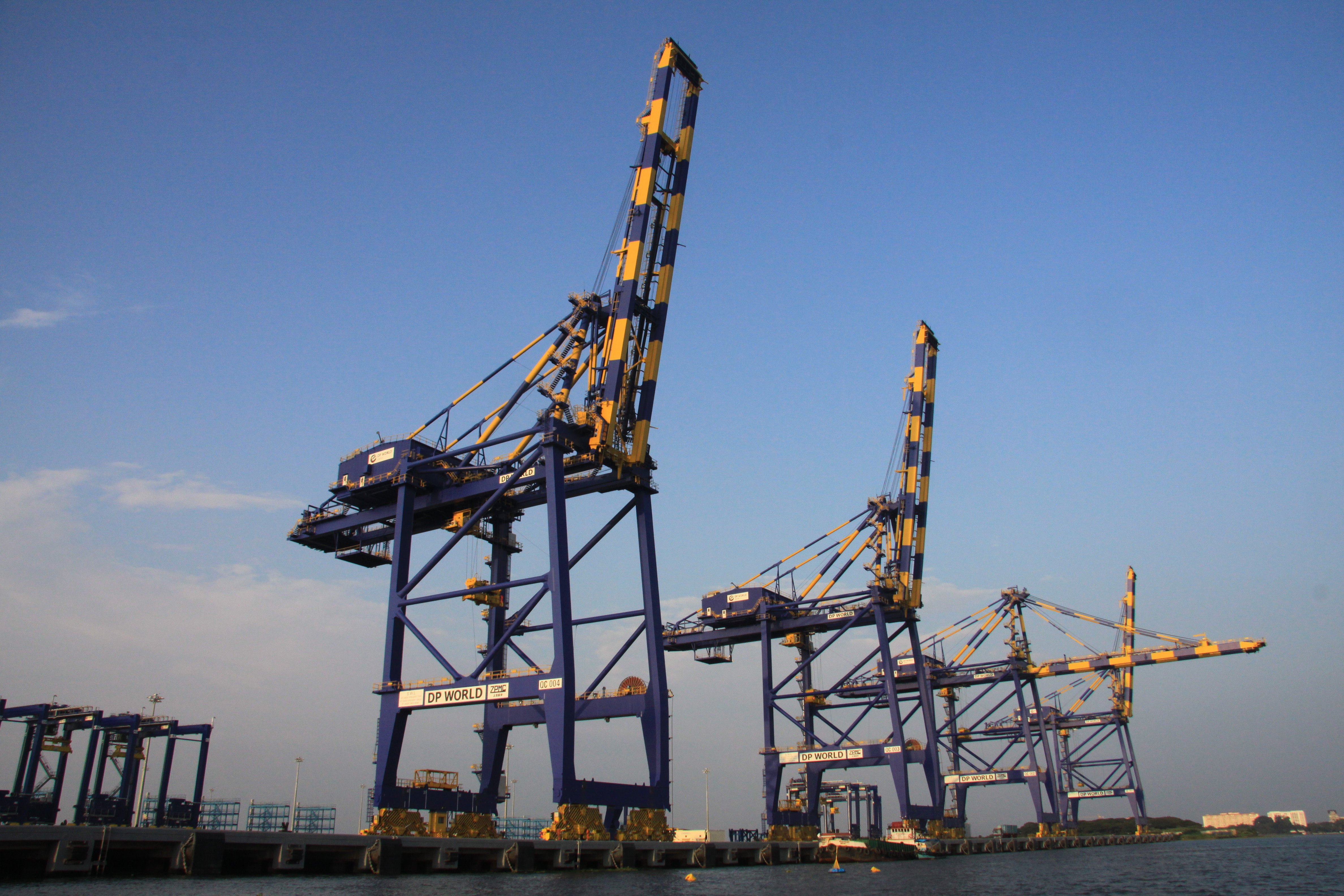
コーチ港埠頭